# Adiel de Oliveira Amorim
Adiel de Oliveira Amorim (født 13. august 1980) er en brasiliansk fodboldspiller.